# لارنس ای. گلندنین
لارنس ای. گلندنین (انگلیسی: Lawrence E. Glendenin؛ زاده ۸ نوامبر ۱۹۱۸ درگذشته ۲۲ نوامبر ۲۰۰۸) یک دانشمند اهل ایالات متحده آمریکا بود.